# إيرباص هيليكوبترز
ايرباص هيليكوبترز (بالإنجليزية: Airbus Helicopters)‏ والمعروف سابفا باسم يوروكوبتر (بالإنجليزية: Eurocopter)‏ هي شركة أوروبية متخصصة في صناعة المروحيات. أنشئت عام 1992 من دمج شركة ديلمر بينز إيروسباس الألمانية، وقسم المروحيات بشركة ايروسباسيال الفرنسية. ونتيجة لذلك فإنها مملوكة وتابعة للشركة الأم إي إيه دي إس.
مع عام 2007 وردت الشركة أكثر من 9,800 مروحية لأكثر من 2,500 عميل في 140 دولة.
وأعلنت الشركة في نوفمبر 2008 أنها قد استفادت من النمو الاقتصادي في الشرق الأوسط ببيع أكثر 650 مروحية تعمل الآن في العديد من الدول العربية بالطرازات المدنية والعسكرية.

## منتجات الشركة
تنتج الشركة 19 نوعا من المروحيات التي تستخدم في الأغراض العسكرية أو المدنية.
- يوروكوبتر إيه أس 332 سوبر بوما.
- يوروكوبتر إيه إس 350 يوروكوبتر إيه إس 355 يوروكوبتر إي سي 130 إكيوريل
- يوروكوبتر أي أس 365\أس أي 365 دوفين.
- يوروكوبتر أي أس 532 كوجر.
- يوروكوبتر أي أس 550\أس أس 555 فينك
- يوروكوبتر إيه إس 565 بانثر.
- يوروكوبتر إي سي 120 كوليبري.
- يوروكوبتر إي سي 130.
- يوروكوبتر إي سي 135.
- يوروكوبتر إي سي 145.
- يوروكوبتر إي سي 155.
- يوروكوبتر إي سي 175.
- يوروكوبتر إي سي 225 سوبر بوما.
- يوروكوبتر إي سي 635.
- يوروكوبتر إي سي 665 تايغر.
- يوروكوبتر إس سي 725 كوجر.
- أم بي بي بو 105.
- أم بي بي\كاواساكي بي كي 117.
- أن أيتش 90.

## معرض صور
التالي هو معرض لصور مروحيات إنتجت بواسطة الشركة مرفق بكل منها اسم المروحية:

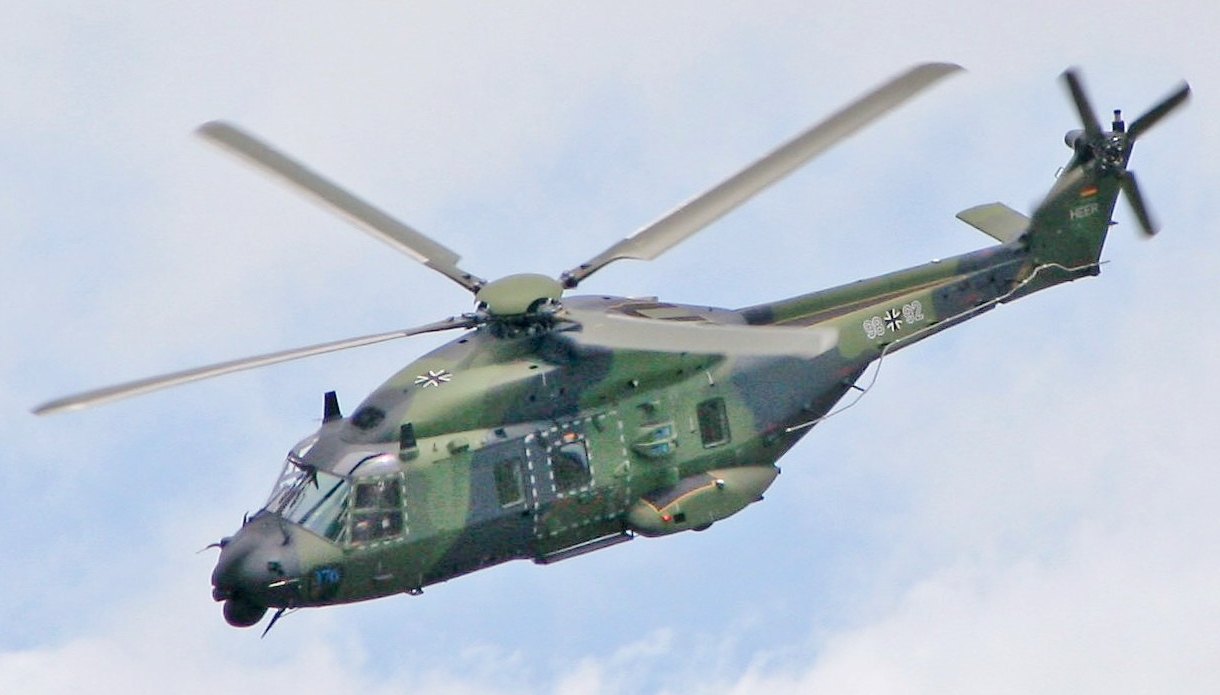
أن أيتش 90
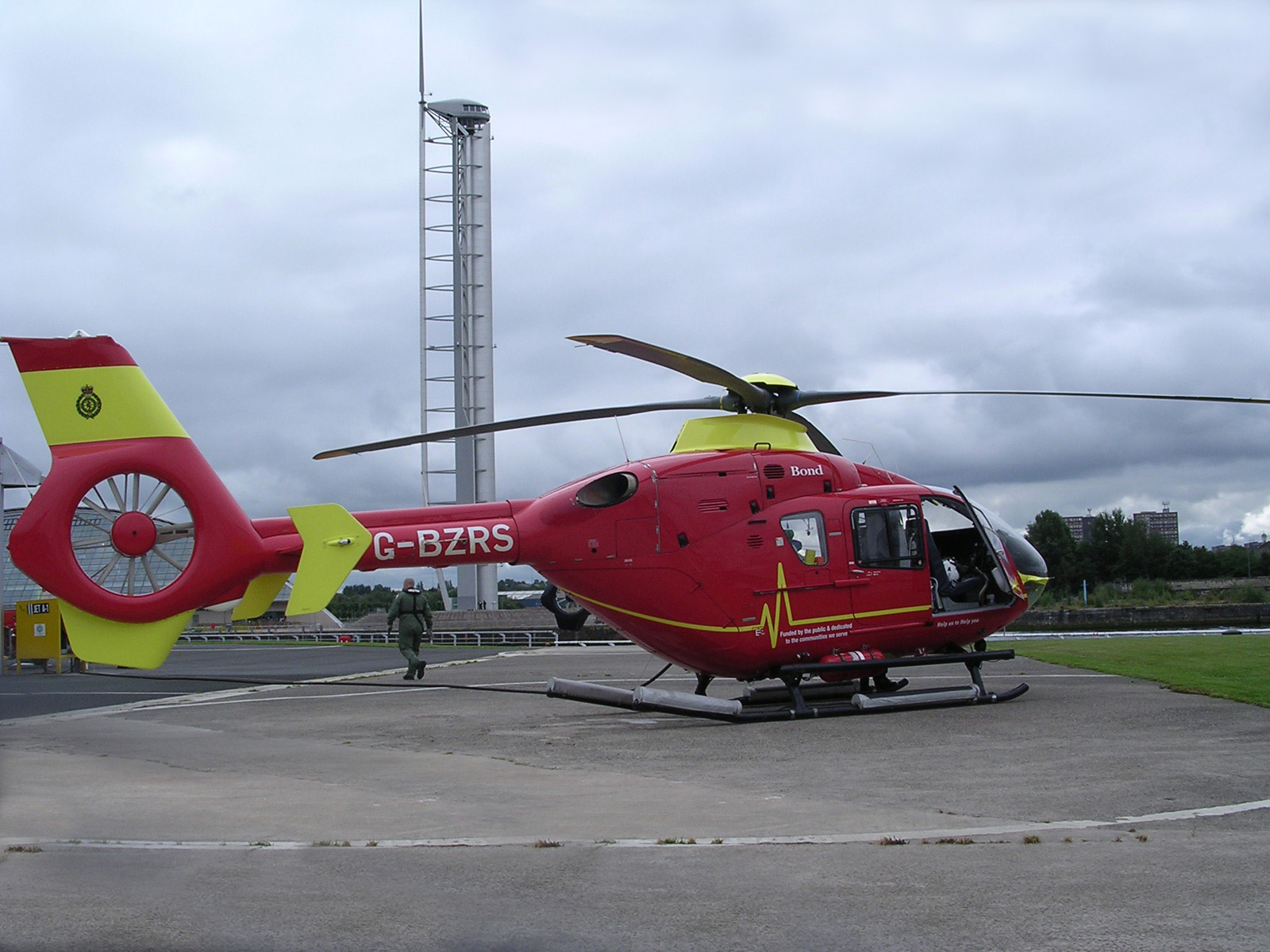
يوروكوبتر إي سي 135
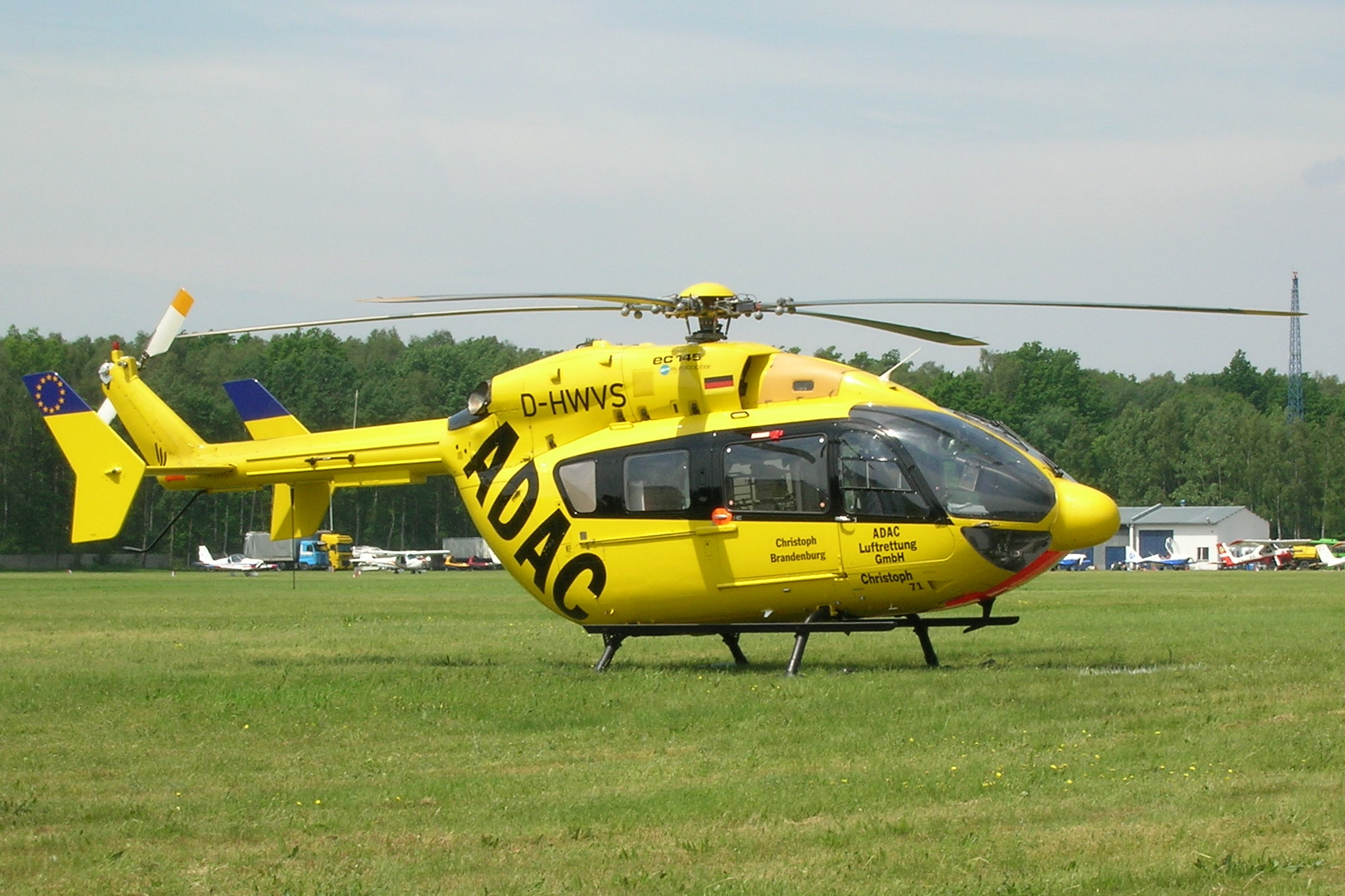
يوروكوبتر إي سي 145
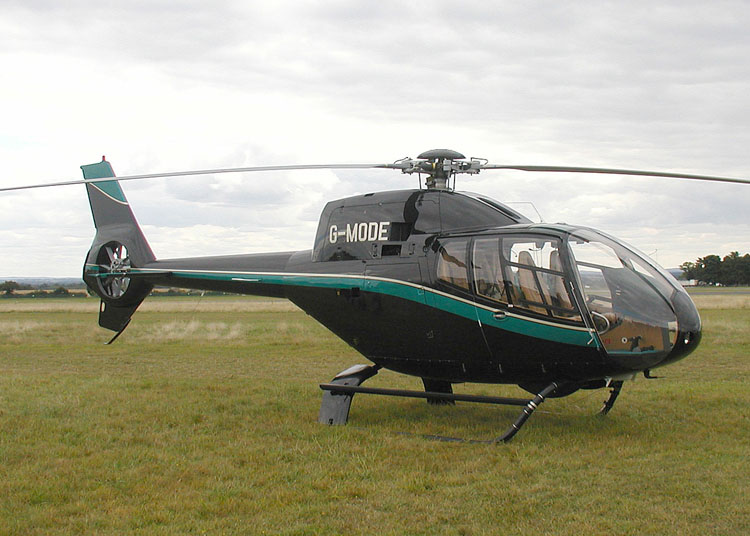
يوروكوبتر كوليبري
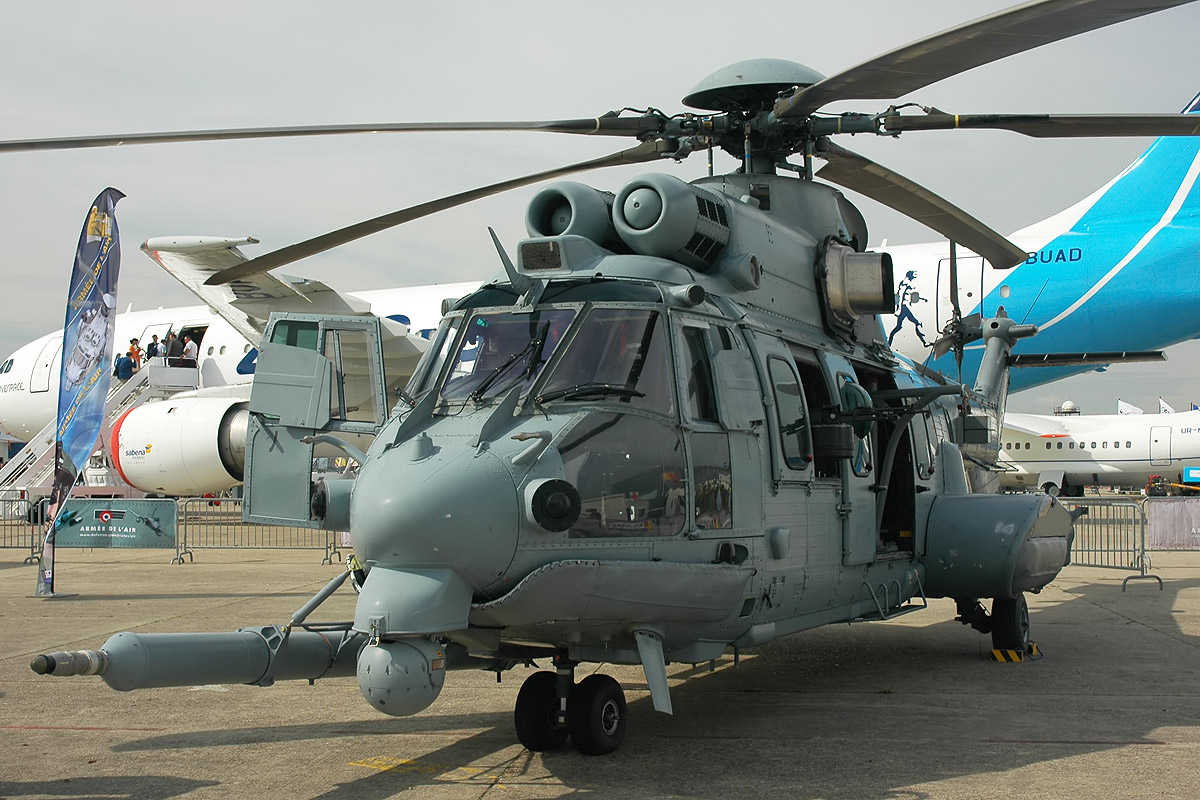
يوروكوبتر إس سي 725 كوجر
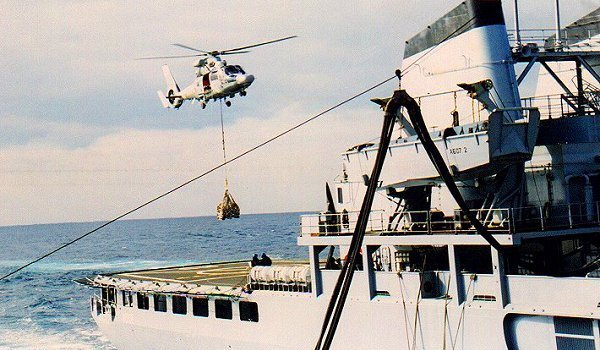
يوروكوبتر بانذر
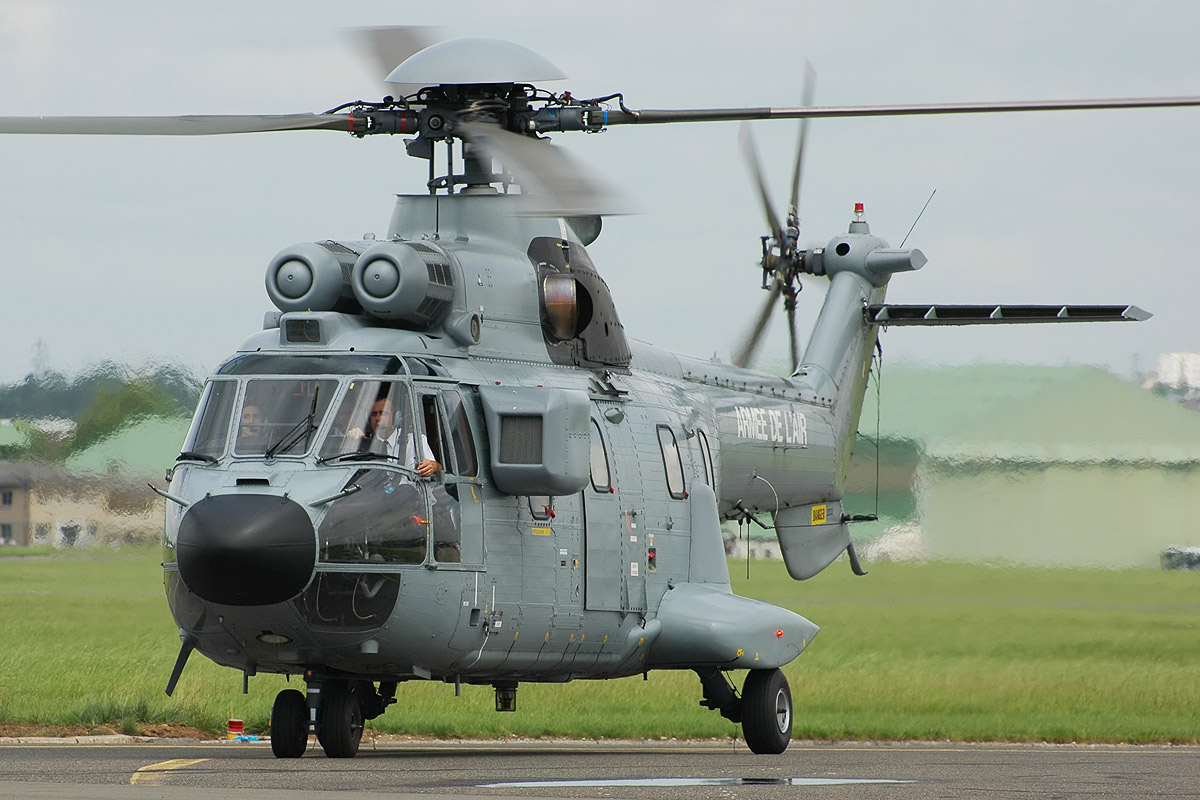
يوروكوبتر سوبر بيوما
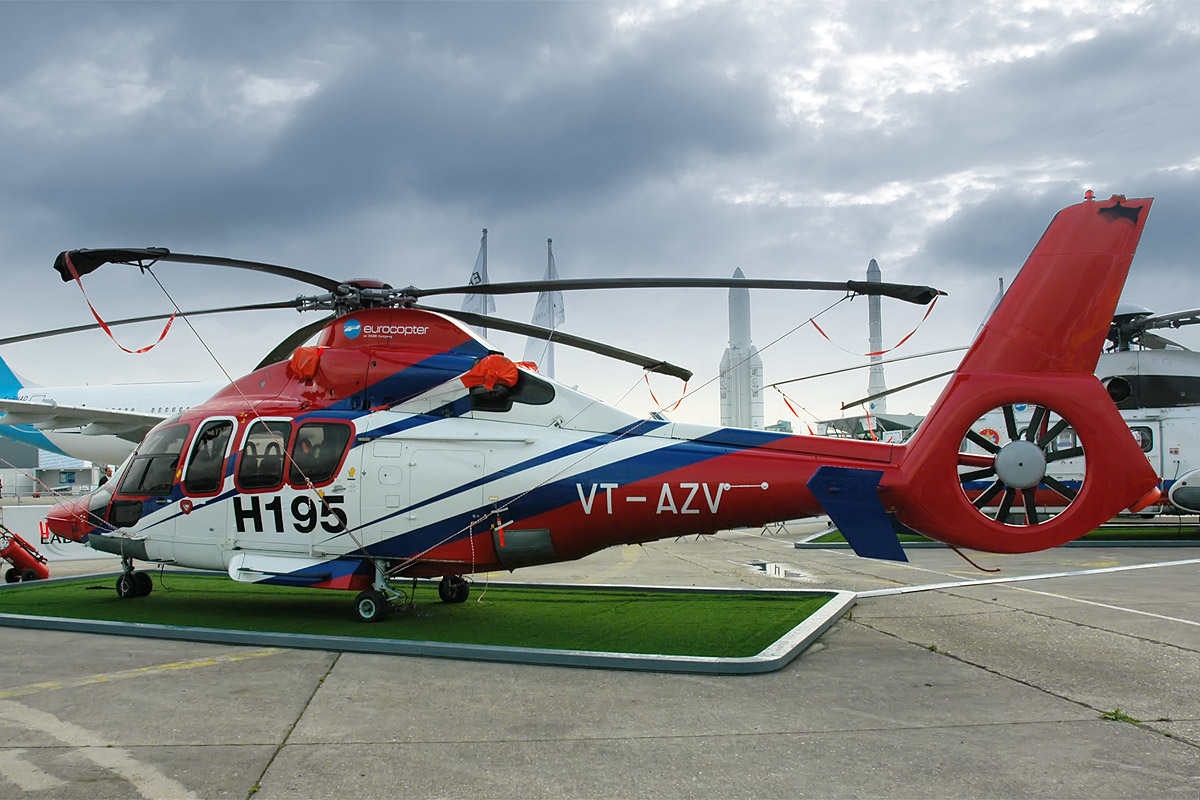
يوروكوبتر إي سي 155
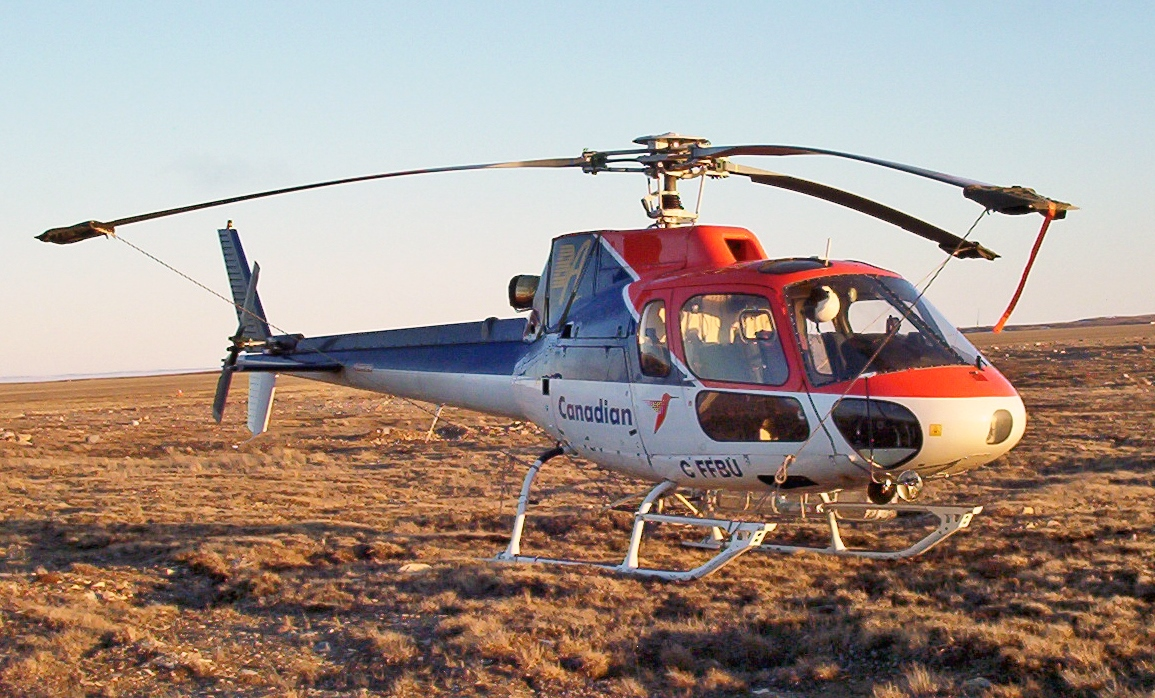
يوروكوبتر إيه إس 350إكيوريل
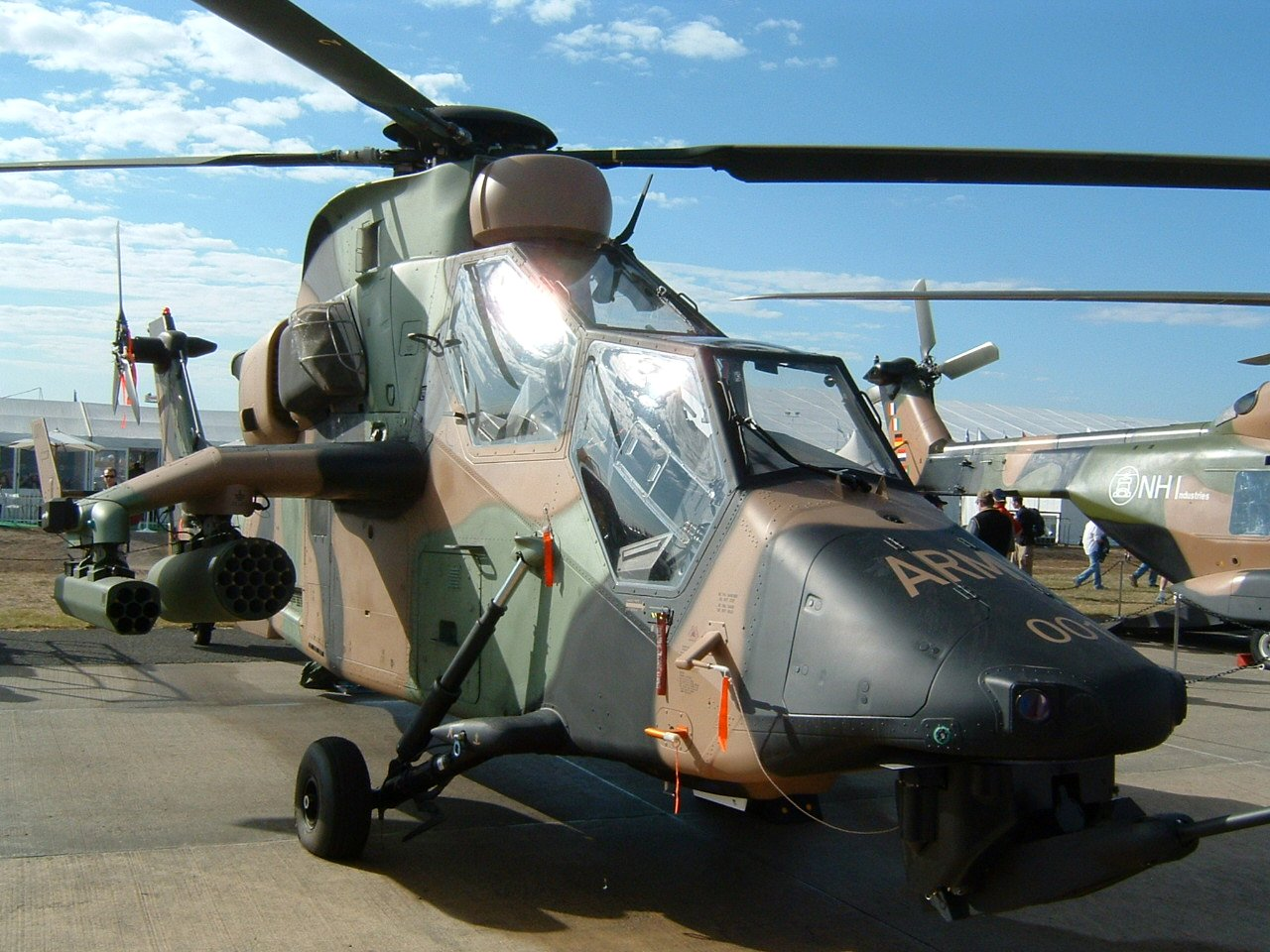
يوروكوبتر تايغر
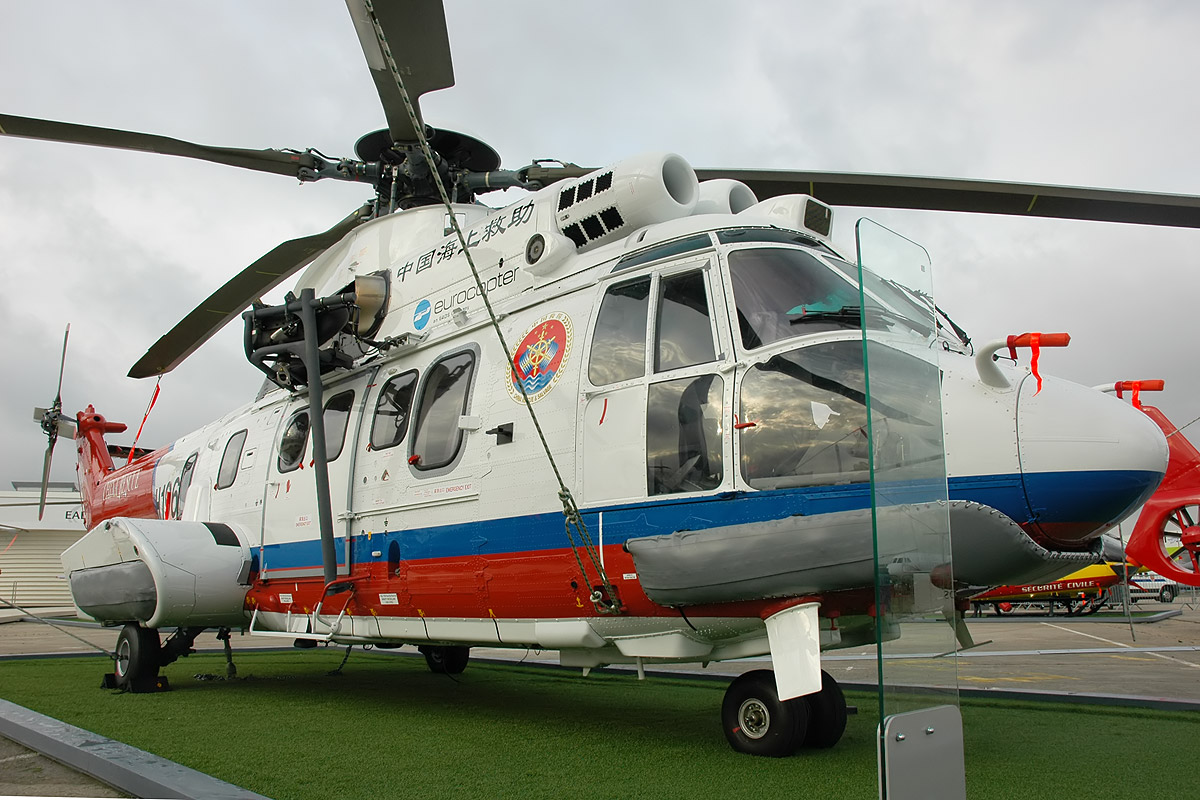
يوروكوبتر إي سي 225 سوبر بوما
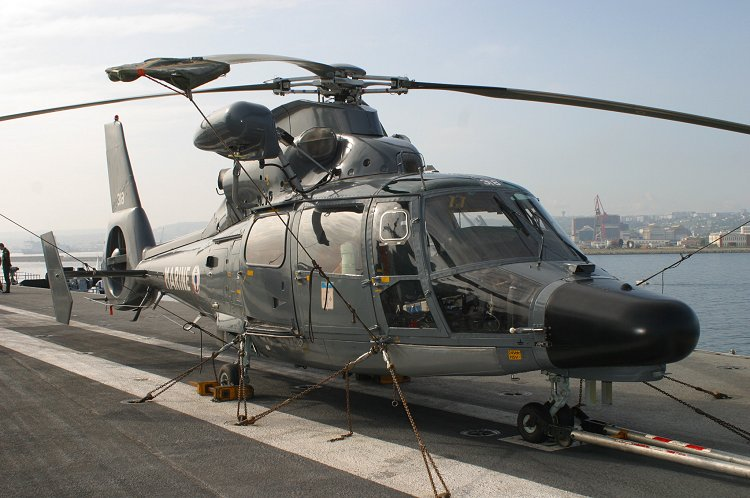
يوروكوبتر دوفين